# Unico Anello
(J. R. R. Tolkien, Il Silmarillion)

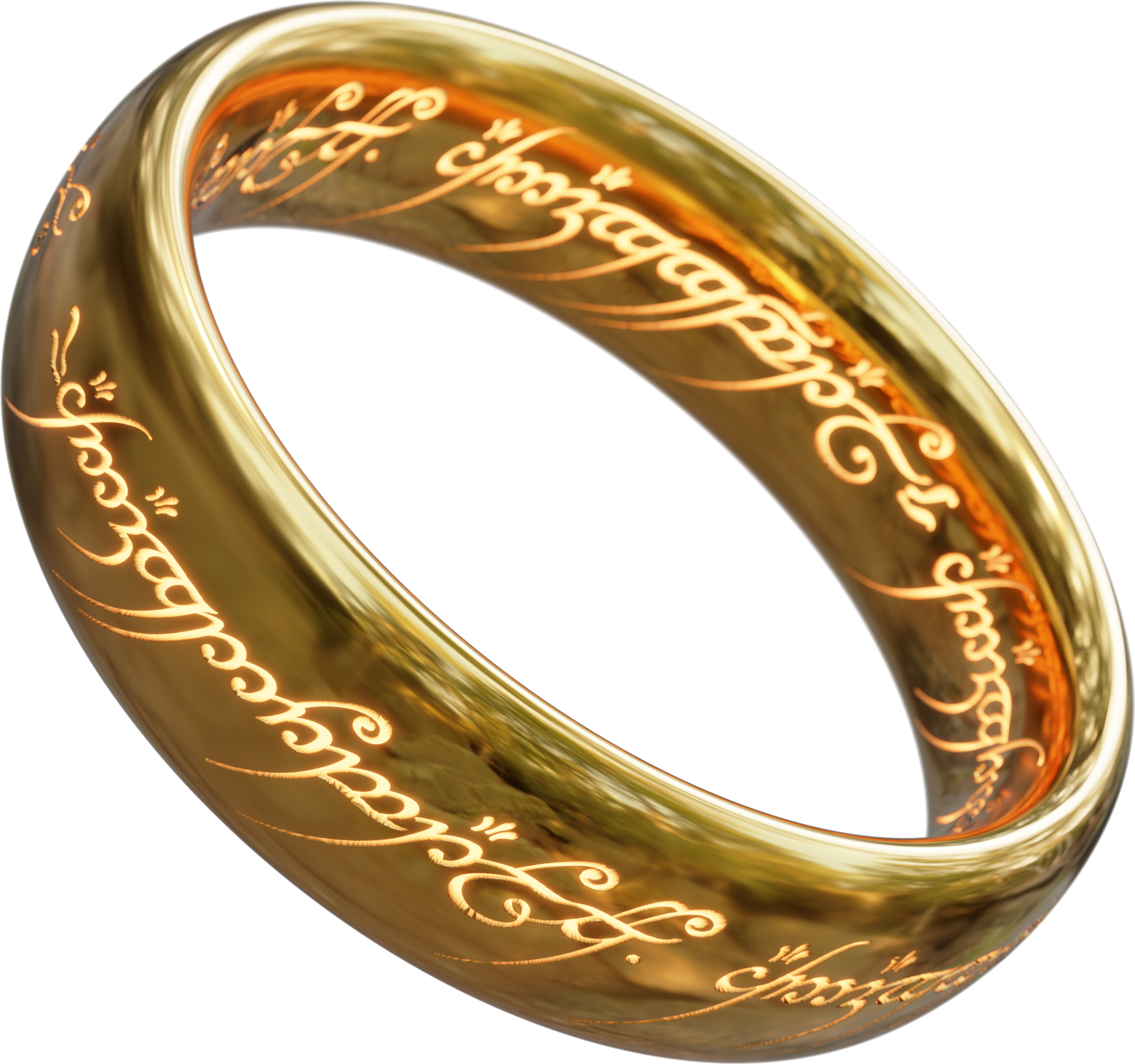
L'Unico Anello con le linee incandescenti che formano la scritta in caratteri Tengwar nella lingua di Mordor:
«Un Anello per trovarli, uno per vincerli, uno per radunarli e al buio avvincerli».
La mano di Sauron era abbastanza rovente da mantenere l'incisione permanente quando lo indossava.

L'Unico Anello (One Ring in lingua inglese) è un oggetto di Arda, l'universo immaginario fantasy creato dallo scrittore inglese J. R. R. Tolkien.
Si tratta di un Anello del Potere. In Lo Hobbit viene descritto come un anello dell'invisibilità, mentre il suo vero potere malefico verrà alla luce nella successiva trilogia, Il Signore degli Anelli.

## Storia

### La creazione
La forgiatura di gioielli era una specialità elfica, affinata nel corso dei millenni dai mastri orafi (specialmente, quelli della regione dell'Eregion). Durante la Seconda Era di Arda, il suo massimo esponente fu Celebrimbor, il quale migliorò la propria abilità da cominciare la forgiatura di oggetti che racchiudessero un potere, come suo nonno Fëanor aveva fatto con la forgiatura dei Silmaril. Di questo, Sauron era conscio e, desiderando sfruttare a proprio vantaggio un tale potere, si fece accogliere in Eregion sotto le mentite spoglie di Annatar e istruì i mastri orafi; la loro arte crebbe a tal punto che decisero di forgiare gli Anelli del Potere, (che, in origine, furono diciannove): nove anelli furono dati agli Uomini, sette ai Nani e tre agli Elfi. Di questi, solo i Tre erano immacolati, in quanto forgiati da Celebrimbor senza l'ausilio di Sauron che desiderava impossessarsene e, dunque (per muovere guerra contro gli eserciti elfici), decise di forgiare a sua volta un anello sovrano che superasse tutti gli altri e che fosse in grado di controllarli e controllarne i portatori. L'Unico Anello fu pertanto l'ultimo degli Anelli del Potere ad essere forgiato, ad opera di Sauron nell'anno 1600 della Seconda Era.
Per ottenere il controllo sugli altri anelli, Sauron infuse nell'Anello parte del proprio potere: l'Unico fu forgiato segretamente nei fuochi dell'Orodruin, il Monte Fato; quando lo indossava, il suo potere era quasi invincibile e nessuno gli si poteva opporre. Durante l'ultima battaglia della Seconda Era, guidata dal re elfico Gil-galad e da Elendil, un'ultima alleanza tra uomini ed elfi marciò contro gli eserciti di Mordor e, dopo un assedio durato sette anni, Sauron stesso scese in battaglia e combatté contro Gil-galad ed Elendil che perirono nello scontro; ma Isildur, figlio di Elendil, riuscì a tagliare con i frammenti di Narsil, il dito che portava l'Anello e Sauron, privato di gran parte del proprio potere, abbandonò temporaneamente la propria forma fisica.

### L'Anello e Isildur
(J. R. R. Tolkien, Il Signore degli Anelli, La Compagnia dell'Anello)
Sauron scomparve dalla Terra di Mezzo ma non morì. E il potere infuso nell'Anello aveva una volontà propria che irretì Isildur: invece di distruggerlo (cosa che sarebbe stata fatale per Sauron, il cui destino era legato per sempre all'Anello Sovrano), decise di tenerlo per sé, in memoria di suo padre e di suo fratello Anárion. In realtà, forse senza saperlo, Isildur desiderava il potere che l'Anello gli avrebbe conferito, per accrescere la forza del proprio regno.
Nell'anno 2 della Terza Era, mentre Isildur si recava nel regno di Arnor, gli Orchi tesero un'imboscata alla sua compagnia presso Campo Gaggiolo sulle rive dell'Anduin: si infilò l'Anello e si tuffò nel fiume ma l'Anello (presumibilmente, per propria volontà) si sfilò dal suo dito, mentre stava nuotando, facendolo tornare visibile. Gli Orchi lo videro e lo trafissero con i loro dardi, uccidendolo.

### L'Anello e Gollum

L'Anello al dito di Sauron con i versi scritti in tengwar, nel film La Compagnia dell'Anello diretto da Peter Jackson

L'Anello rimase nascosto nel Gran Fiume per più di duemila anni, finché, venne ritrovato da uno Hobbit Sturoi chiamato Déagol che stava pescando, nel 2463 T.E.. Avvinto inconsapevolmente dall'incantesimo che schiavizzava, non lo volle far vedere al cugino Sméagol che però scorse l'Anello e, per prenderlo, arrivò a strangolare il cugino. L'influenza dell'Anello, nel corso del lungo periodo in cui lo possedette, fu tale da trasformarlo in Gollum: l'Anello manipolò la sua mente nelle caverne delle Montagne Nebbiose, vicino al Bosco Atro, dove Sauron stava cominciando a risorgere. Rimase con lui per quasi cinquecento anni, finché non gli cadde dalle dita mentre stava tornando da una caccia agli orchi.
In Lo Hobbit, Bilbo Baggins trovò l'Anello nelle caverne in cui viveva Gollum (in questa storia, l'Unico Anello è solo un anello magico il cui unico potere è l'invisibilità: infatti, Tolkien concepì solo in seguito il mito dei Grandi Anelli). Per ingannare la solitudine, Gollum inventò un gioco di indovinelli, se Bilbo fosse riuscito a vincere sarebbe stato libero altrimenti sarebbe stato mangiato (come succulento piatto, al posto dei soliti pesci e orchi); dopo aver perso, Gollum cercò il suo "tessoro" (come chiamava l'Anello), così da uccidere Bilbo e mangiarselo ma si accorse di averlo perso. Capito che lo aveva preso Bilbo, ripensando al suo ultimo indovinello («Che cos'ho in tasca?»), lo inseguì attraverso le caverne fino all'uscita, non sapendo che lo Hobbit aveva scoperto che poteva rendersi invisibile. Bilbo riuscì a fuggire da Gollum, e dagli orchi che abitavano nelle Montagne Nebbiose, restando invisibile; parlò però dei poteri dell'Anello ai Nani, con cui stava viaggiando, che lo riferirono a Gandalf, facendolo insospettire. Intanto, il potere malefico dell'anello lo iniziò a corrompere perché raccontò che l'anello era il premio del loro gioco: raccontò la vera storia solo al consiglio di Elrond a Gran Burrone.
Gollum, nel frattempo, lasciò le Montagne Nebbiose e seguì le tracce dell'Anello. Viaggiò per anni nelle Terre Selvagge ma poi venne catturato da Sauron: dopo atroci torture, rivelò l'esistenza di Bilbo e della Contea.

### L'Anello e Bilbo
Bilbo usò spesso l'anello, soprattutto, per sfuggire alla vista dei suoi terribili cugini, i Sackville-Baggins (che non gli avevano mai perdonato di essere tornato dalla sua avventura col drago e non avergli quindi lasciato Casa Baggins). In uno di questi momenti, gli amici di Frodo scoprirono che c'era qualcosa di più strano di quello che si pensasse in Bilbo; in seguito, collegarono tutto all'anello.
Nell'anno 3001 della Terza Era, il giorno del suo 111º compleanno, Bilbo fece uno scherzo con l'aiuto dell'Anello per andarsene da Hobbiville: si infilò l'Anello, nel bel mezzo del suo discorso, e scomparve per poi tornare a casa sua per prendere i bagagli e partire assieme ai nani che lo avevano aiutato a organizzare la festa e che avevano portato i regali direttamente da Erebor. Gandalf riuscì a convincerlo a lasciare l'Anello a suo nipote Frodo, che adottò quando i genitori di quest'ultimo morirono annegati. Non fu facile, per Bilbo, staccarsi dall'Anello e dal suo potere: in effetti (se si esclude Samvise Gamgee, che ha portato l'Anello solo per poche ore) Bilbo è stato l'unico possessore che sia riuscito a rinunciarvi spontaneamente, seppur a fatica.
Questo fu il primo sacrificio fatto per l'Anello; ne sono presenti molti altri nella catena di eventi legati ad esso: è un esempio di interazione fra la possibilità di scelta autonoma e il destino (un tema ricorrente nel Signore degli Anelli).

### Il ritorno di Sauron e la Compagnia dell'Anello
Nel frattempo, il potere di Sauron cominciò a crescere e la torre oscura di Mordor fu ricostruita; il potere di Sauron era legato all'anello e le fondamenta della torre oscura erano state create con il potere dell'anello e solo con la sua distruzione sarebbe stata distrutta totalmente la torre.
Per impedire la riconquista dell'Anello, Frodo ed altri otto compagni partirono da Gran Burrone alla volta di Mordor per distruggere l'Anello nella lava del Monte Fato; durante il viaggio, però, Frodo sentì sempre di più il potere dell'Anello e temette che stesse per corromperlo: questo infatti tentò di corrompere anche i suoi compagni di viaggio e le persone che incontrò durante il cammino, e se alcuni riuscirono a resistere, per altri non fu possibile. L'Anello, ad esempio, causò la morte di Boromir.
Ad un certo punto la Compagnia si divise, e mentre gli altri compagni seguivano i loro destini, Frodo e Sam proseguirono la strada per Mordor. Poco dopo trovarono Gollum e lo obbligarono a guidarli verso il Monte Fato; Gollum tuttavia cedette alle tentazioni dell'Anello e li condusse dal ragno Shelob per la via di Cirith Ungol; lì Shelob li attaccò, Frodo rimase a terra privo di sensi e senza respirare. Pensando che il suo amico fosse morto, Sam prese l'Anello per un breve periodo, giurando che avrebbe portato lui a compimento la missione. Invece, a sua insaputa, un gruppo di orchi prese con sé Frodo, il quale non era morto ma solo svenuto; Sam li seguì sulla torre di Cirith Ungol e approfittando di un litigio fra gli orchi liberò Frodo, gli ridiede l'Anello e insieme ripresero il viaggio per la via del Morannon per raggiungere il Monte Fato.

### La fine
Frodo e Sam arrivarono finalmente sull'orlo della voragine del Monte Fato, ma Frodo decise di tenersi l'Anello anziché distruggerlo, lasciandosi all'ultimo corrompere dal suo potere. Dietro di lui però arrivò Gollum che li aveva seguiti per tutto il viaggio. Sull'orlo del precipizio lo assalì benché Frodo fosse invisibile e gli mozzò il dito a morsi. Ma, mentre esultava sul bordo del baratro, Gollum scivolò, insieme all'Anello, in grembo alla voragine del vulcano: e quella fu la fine di Mordor e di Sauron, che da allora sparì e non poté più tornare.

## Caratteristiche

### Caratteristiche fisiche

L'Unico Anello

Il manufatto è un semplice anello, tuttavia perfetto in ogni aspetto e, al contrario degli altri Anelli del Potere, non presenta alcuna gemma o cesellatura evidente. Ciò fu voluto espressamente da Sauron, che in questo modo tentò di dissimulare il più potente dei Grandi Anelli sotto un'apparenza umile.
È costruito in oro, sebbene lavorato in modo da vanificare ogni tentativo di distruggerlo o anche solo di scalfirlo; esiste infatti un unico modo per distruggerlo: gettarlo nella Voragine di Fuoco da cui fu forgiato, Sammath Naur, nel cuore del Monte Fato. Diversamente dagli altri anelli minori, non è suscettibile al fuoco di un drago; addirittura, poiché l’Anello contiene gran parte della volontà di Sauron, un Ainu, nemmeno il più potente dei draghi, Ancalagon il Nero, potrebbe in alcun modo danneggiarlo. In una lettera Tolkien spiega che lo stesso Sauron non avrebbe potuto arrecare danno all’Unico nemmeno volendolo.
L'Anello ha inoltre la peculiarità di allargarsi o restringersi spontaneamente, ciò per adattarsi in modo perfetto al dito di chi lo possiede, sia esso uno hobbit, un uomo, Sauron stesso o un altro tipo di creatura. Fu così che Isildur venne ucciso, in quanto l'anello si allargò rivelando la sua posizione agli orchi.

Testo inciso nell'anello in caratteri tengwar.

Sebbene normalmente sia perfettamente liscio, quando è rovente mostra, sotto forma di linee incandescenti, una scritta in caratteri tengwar nella lingua di Mordor; la mano di Sauron era abbastanza rovente da mantenere l'incisione permanente. Questi versi, pronunciati da Sauron subito dopo la forgiatura, sono:
ash nazg thrakatulûk agh burzum-ishi krimpatul.»
(J. R. R. Tolkien, nella traduzione italiana di Vittoria Alliata di Villafranca)
Sono gli stessi versi che fanno parte della Poesia dell'Anello, e che, uditi dal fabbro elfico Celebrimbor mentre il Signore Oscuro li pronunciava, gli permisero di comprendere le sue malvagie intenzioni, ragion per cui venne più tardi ucciso da Sauron stesso.
Nel film Il Signore degli Anelli - La Compagnia dell'Anello, durante il Consiglio di Elrond, Gandalf pronuncia le parole incise in lingua nera nell'anello a Gran Burrone: questo è l'unico modo per ascoltare la pronuncia della scritta.

### Caratteristiche magiche
(Sensazioni provate da Sam quando indossa l'Anello alla fine de Le due torri.)
Il potere principale dell'anello è dominare gli altri anelli del potere, ma dona delle abilità al suo portatore, aumentando i suoi sensi fino a livelli soprannaturali fino ad arrivare alla telepatia, e perfezionando le abilità già esistenti, che sono diversi per razza: un umano vedrebbe la sua abilità marziale eguagliare i migliori guerrieri, mentre in un Hobbit migliorerebbe la sua furtività rendendolo quasi invisibile, grazie all'aura di Sauron infusa nell'anello donerebbe al suo "padrone" altre abilità del suo creatore, come apparire più alti, instillare dubbio e paura nel nemico e indurre la mente degli altri ad eseguire i suoi ordini (come ad esempio ha fatto Frodo sottomettendo Gollum alla sua volontà).
Tuttavia, gli esseri mortali non sarebbero in grado di usare appieno l'anello: solo i potenti Ainur, come Gandalf, Saruman e il Flagello di Durin, sarebbero capaci di usare il vero potenziale dell'Unico anello contro Sauron per creare un enorme esercito e sconfiggerlo, o persino per affrontarlo di persona (seppur al prezzo di gravi rischi). Ma facendo questo, diventerebbero i nuovi padroni dell'anello e la sua malvagità li corromperebbe fino a farli diventare come Sauron: il risultato finale sarebbe il perdurare della malvagità dell’Anello e, dopo un lunghissimo tempo, la vittoria della volontà di Sauron. Contrariamente a quanto l’Anello faceva credere loro, anche gli elfi più potenti o saggi come Galadriel ed Elrond non avrebbero in alcun modo potuto usare l’Anello contro Sauron: quest’illusione era generata nelle loro menti dall’Anello stesso per corromperli e piegarli alla propria volontà.
Fa parte della natura dell'Anello corrompere lentamente, ma inevitabilmente, il suo portatore (pur rendendolo immortale, caratteristica degli Anelli del Potere, finché lo si possiede). Non si conosce se questo fatto sia dovuto alla magia dell'Anello o sia semplicemente causato dalle origini diaboliche del manufatto: Sauron potrebbe aver previsto di dotare il suo Anello di una tale proprietà, ma non pensò mai probabilmente di farlo portare ad altri; per questo motivo i saggi, tra cui Gandalf, Elrond e Galadriel, rifiutarono di usare l'Anello per la propria difesa, e preferirono la sua distruzione. L'unico essere su cui l'Anello non ha avuto alcun effetto è l'enigmatico Tom Bombadil.
Quando un mortale indossa l'Anello, egli è temporaneamente traslato dalla realtà fisica a quella spirituale, lasciando solo un'ombra a malapena visibile alla luce del giorno. Un effetto secondario (ma solitamente il primo effetto notato) dell'Anello è che rende invisibile agli esseri del mondo fisico colui che lo indossa, ma altamente visibile agli esseri spirituali come i Nazgûl. Questo "mondo oscuro" è il mondo in cui gli Spettri (dei potenti non-morti) sono costretti a vivere, ed è anche il mondo in cui anticamente dominavano i Calaquendi (gli Elfi di luce), come ad esempio Glorfindel, il quale è visto da Frodo quando questi è quasi nel mondo delle ombre a causa della ferita del Pugnale Morgul. Un portatore mortale che indossasse l'anello eccessivamente vedrebbe il suo corpo sparire per sempre diventando uno spettro.
Nella Terra di Mordor, dove fu creato, il potere dell'Anello aumenta in modo considerevole: il suo portatore diviene in grado di utilizzarlo inconsciamente, senza bisogno di indossarlo. Il Portatore acquisisce un'aura di oscurità e potenza, in grado di terrorizzare chiunque lo circondi. Quando Sam incrocia l'orco nella torre di Cirith Ungol, gli è sufficiente stringere l'anello perché il suo nemico veda, al posto dell'hobbit, un potente guerriero ammantato d'ombra, in una mano una spada elfica e nell'altra un potere oscuro e terribile. Allo stesso modo, quando Gollum attacca Frodo sul Monte Fato, quest'ultimo impugna l'Anello e appare agli occhi dei presenti come una figura ammantata di bianco, con una ruota fiammeggiante nella mano: subito dopo, con voce di comando, Frodo afferma che se Gollum oserà toccarlo ancora, sarà scagliato nel fuoco del Fato. Questa frase, regolarmente avveratasi, può essere interpretata allo stesso tempo come una profezia o una minaccia.
Nei film di Peter Jackson, chi indossa l'Anello deve muoversi nel mondo oscuro dove tutto appare sfocato e distorto. Nel romanzo, né Bilbo Baggins né Frodo Baggins vi fanno mai riferimento, solo Samvise Gamgee, quando lo indossa alla fine de Le due torri , fa cenno a qualcosa di simile. Questa è l'unica volta in cui si accenna a questo fatto nei libri e potrebbe essere attribuito al potere di Sauron che aumenta, perché Sam è all'interno dei cancelli di Mordor quando usa l'Anello. Si noti inoltre che Sam non ha mai indossato l'Anello nei film.

### Il destino dei portatori
Dei molti che hanno portato l'Unico Anello, solo tre sopravvissero alla sua distruzione. Bilbo Baggins, che lo portò più a lungo degli altri, ne ricavò una vita molto lunga. Frodo rimase gravemente menomato, nello spirito e nel corpo, dalla sua missione. Sam fu l'unico a non avere conseguenze di rilievo (probabilmente perché lo portò con sé solo per poco tempo).
Per aver svolto il loro ruolo, tutti e tre gli Hobbit ricevettero il permesso di partire per le Terre Immortali, dove avrebbero potuto essere curati da tutte le loro lesioni. Bilbo e Frodo partirono assieme a Gandalf, Galadriel, Elrond e la maggior parte degli Elfi. Sam visse normalmente, ma alla morte della moglie affidò il Libro Rosso alla figlia e scomparve nel nulla: si ipotizza che a sua volta abbia attraversato il mare e sia giunto alle Terre Immortali.

## Poesia dell'Anello
La poesia dell'anello consta di otto versi: il sesto e il settimo sono incisi nel linguaggio nero proprio sull'Unico Anello, e compaiono quando questo viene posto sulle fiamme. I versi in questione illustrano con chiarezza quelle che sono le caratteristiche del manufatto.

### Il testo
Il testo della poesia sembra essere parte di un antico poema elfico. Il componimento originale venne composto da Tolkien prima della scrittura del Signore degli Anelli; risale probabilmente a "Lo Hobbit", quando l'Anello viene introdotto per la prima volta.
( J. R. R. Tolkien, Il Signore Degli Anelli, traduzione di Vittoria Alliata di Villafranca-Quirino Principe,  p. 27.)
Una differente traduzione è presente nel librogame della serie La Terra di Mezzo intitolata "Una spia ad Isengard", pubblicato nel 1992, a cura di Roberta Gefter Wondrich:
( Terry K. Amthor, La Terra di Mezzo 1 - Una spia ad Isengard, traduzione di Roberta Gefter Wondrich.)
Il testo inoltre è stato tradotto dopo anni dalla morte dell'autore anche in alcune delle sue lingue artificiali tra cui il quenya e il Sindarin.
Minë i Morë Herun mormahalmaryassë
Mornórëo Nóressë yassë i Fuini caitar.
Minë Corma turië të ilyë, Minë Corma hirië të,
Minë Corma hostië të ilyë ar mordossë nutië të
Mornórëo Nóressë yassë i Fuini caitar.»
(Maciej Garbowski, La poesia dell'anello (Ring Poem) in neo-quenya)
Dello stesso testo esiste anche un'altra versione scritta in un quenya più elaborato e lontano dall'originale (si noti l'assenza della dieresi sulle parole finenti in -e tipica della grafia tradizionale.
(Findegil e Björn Fromén, La poesia dell'anello (Ring Poem) in quenya)
(Ryszard Derdzinski, La poesia dell'anello (Ring Poem) in Sindarin)

#### La traduzione di Ottavio Fatica
Dal 2019 al 2020 è stata pubblicata la trilogia nella nuova traduzione a cura di Ottavio Fatica. La sua traduzione della poesia presenta sostanziali differenze rispetto alla precedente..
Sette ai Principi dei Nani nell'Aule di pietra,

Nove agli Uomini Mortali dal fato crudele,

Uno al Nero Sire sul suo trono tetro

Nella Terra di Mordor dove le Ombre si celano

Un Anello per trovarli, Uno per vincerli,

Uno per radunarli e al buio avvincerli

Nella Terra di Mordor dove le Ombre si celano.»
(Confronto tra le traduzioni: a sinistra Alliata, a destra Fatica)

## Simbolismo
Tolkien ha scritto quanto segue circa l'idea dell'Unico Anello:
Tolkien concesse una certa elasticità nell'ambito delle interpretazioni delle sue opere per rispetto della libertà del lettore ed in effetti molte persone hanno cercato di vedere nell'Unico Anello un qualche simbolo o una qualche metafora. Qualcuno per esempio pensò all'energia nucleare o alla bomba atomica, e spesso l'Anello viene preso come loro simbolo, il che sarebbe assolutamente anacronistico, poiché l'Anello è stato inventato verso la fine degli anni 1930; la fissione nucleare fu sì scoperta in quel periodo, ma sia i primi reattori scientifici che la bomba atomica non si sarebbero conosciuti fino al 1945. Un'altra possibile interpretazione è che l'Anello rappresenti la bramosia di potere, che nella visione di Tolkien porta sempre alla corruzione ed è connotato in modo fortemente negativo. Inoltre la dipendenza che l'Anello esercita su chiunque gli stia accanto e le relative ripercussioni fisiche e psichiche mostrate in molti personaggi, tra cui Bilbo, Frodo, Gollum e Saruman, ma anche altri, sono ossessioni paragonabili a quelle comuni in chi assume droga.
Oltre alla tossicodipendenza, l'Anello e la sua abilità di possessione per ammissione di Tolkien potrebbero trovare analogie nello stato psichico di chi ha subìto il lavaggio del cervello:
(La realtà in trasparenza, lettera 181)
Un'interpretazione recente dell'autore danese Peter Kjaerulff sostiene che l'Anello del Potere ricordi gli anelli magici descritti da Platone in Repubblica (l'Anello di Gige), e da Richard Wagner nella tetralogia L'anello del Nibelungo (l'anello Andvaranautr). Tuttavia Tolkien ha negato con decisione questo collegamento, rispondendo in tal modo: «Entrambi gli anelli sono rotondi, e le somiglianze finiscono qui». Secondo la biografia di Tolkien scritta da Humphrey Carpenter, egli disprezzava l'interpretazione di Wagner dei miti più importanti della mitologia germanica. D'altronde un collegamento effettivo è altamente improbabile: si ricordi che il tòpos dell'anello dotato di particolari funzioni è largamente presente in tutte le culture fin dall'antichità e si potrebbero citare molti romanzi e poemi, medievali e non, che mettono in scena un anello magico (basti pensare agli anelli che rendono invisibili di Angelica e Argalìa ne l'Orlando Innamorato di Matteo Maria Boiardo). Cercare di distruggere un tesoro invece è insolito sia nel folclore sia nella letteratura epica, mentre è molto più comune cercare di riguadagnare un tesoro: Tolkien stesso ha descritto ne Lo Hobbit il tentativo di recuperare il tesoro rubato ai nani dal drago Smaug. Tuttavia altri critici ritengono che l'opera di Tolkien abbia attinto a piene mani dal lavoro di Wagner e che la creazione del primo esista all'ombra del secondo. Altri, come Tom Shippey e Gloriana St. Clair attribuiscono le somiglianze al fatto che Tolkien e Wagner hanno creato lavori simili sulla base delle stesse fonti. Tuttavia, Shippey e altri ricercatori hanno scritto in una posizione intermedia, affermando che entrambi gli autori, infatti, avevano utilizzato gli stessi materiali di base, ma che Tolkien era, in realtà, in debito con alcuni dei temi originali, approfondimenti e usi artistici realizzati su tali fonti che apparirono prima con Wagner.